# Hedwig Haberkern
Hedwig Haberkern, geb. Stenzel, Pseud.: Tante Hedwig (* 16. April 1837 in Breslau; † 11. Oktober 1901 ebenda) war eine deutsche Autorin und Lehrerin.

## Leben
Haberkern war die Tochter des Historikers Gustav Adolf Harald Stenzel. Der Botaniker Karl Gustav Wilhelm Stenzel war ihr Bruder. Sie war zunächst als Erzieherin tätig und leitete dann einen Kindergarten in Breslau. 1866 heiratete sie und ging nach Myslowitz, ab 1878 dann nach Beuthen in Oberschlesien. Zuletzt war sie wieder in ihrer Heimatstadt Breslau als Lehrerin tätig.
Als Autorin verfasste sie verschiedene Erzählungen für Kinder. 1869 erschien in ihrem Erstlingswerk Tante Hedwigs Geschichten für kleine Kinder die Geschichte von der Schneewolke, in dem das Lied Schneeflöckchen vom Himmel vorkommt. Dieser Text ist bis heute als das Winterlied Schneeflöckchen, Weißröckchen bekannt und beliebt.

## Werke
- Tante Hedwigs Geschichten für kleine Kinder. Ein Buch für erzählende Mütter, Kindergärtnerinnen und kleine Leser. Mit sechs bunten Bildern von Louise Thalheim. Eduard Trawendt, Breslau 1869 (2. vermehrte Auflage. Mit vier bunten Bildern von Marie Stüber. Eduard Trewendt, Breslau 1887. – 3. vermehrte Auflage. Priebatsch, Breslau 1910, Digitalisat).
- Zwei Wege zum Lichte. Eduard Trewendt, Breslau 1871 (2. Auflage. Hirt & Sohn, Leipzig 1889. 3. Auflage 1901).
- Garten, Wald und Feld, meines Kindes Zauberwelt. Ein Gruss an die lieben Kleinen und ihre Mütter, ein Hilfsbüchlein für Kindergärtnerinnen. A. Pichler, Wien 1877 (2. Auflage 1888).
- Lebensführungen zweier Freundinnen. Erzählungen für junge Mädchen von Marie L., Tante Hedwig und Helene. Wiegandt & Grieben, Berlin 1884.
- Im alten Haus. Weihnachtserzählungen aus 4 Stockwerken. Weiske, Dresden 1889.